# Городское поселение «Рабочий посёлок Солнечный»
Городско́е поселе́ние «Рабо́чий Посёлок Со́лнечный» — городское поселение в Солнечном районе Хабаровского края. Административный центр — посёлок городского типа Солнечный, также включает в себя посёлок сельского типа Хальгасо.

## Население
| 2010    | 2011    | 2012    | 2013    | 2014    | 2015    | 2016    |
| ------- | ------- | ------- | ------- | ------- | ------- | ------- |
| 13 534  | ↘13 483 | ↘13 155 | ↘12 999 | ↘12 690 | ↘12 544 | ↘12 367 |
| 2017    | 2018    | 2019    | 2020    | 2021    | 2023    | 2024    |
| ↘12 158 | ↘11 987 | ↘11 745 | ↗11 766 | ↗12 438 | ↘12 420 | ↘12 196 |